# Вівтар Паумгартнерів
«Вівтар Паумгартнерів» — триптих роботи Альбрехта Дюрера. вівтарний образ замовили художнику брати Стефан і Лукас Паумгартнери для церкви св. Катерини в Нюрнберзі (Katharinenkirche), можливо, на відзнаку щасливого повернення Стефана Паумгартнера з паломництва до Єрусалиму в 1498 році.

## Опис

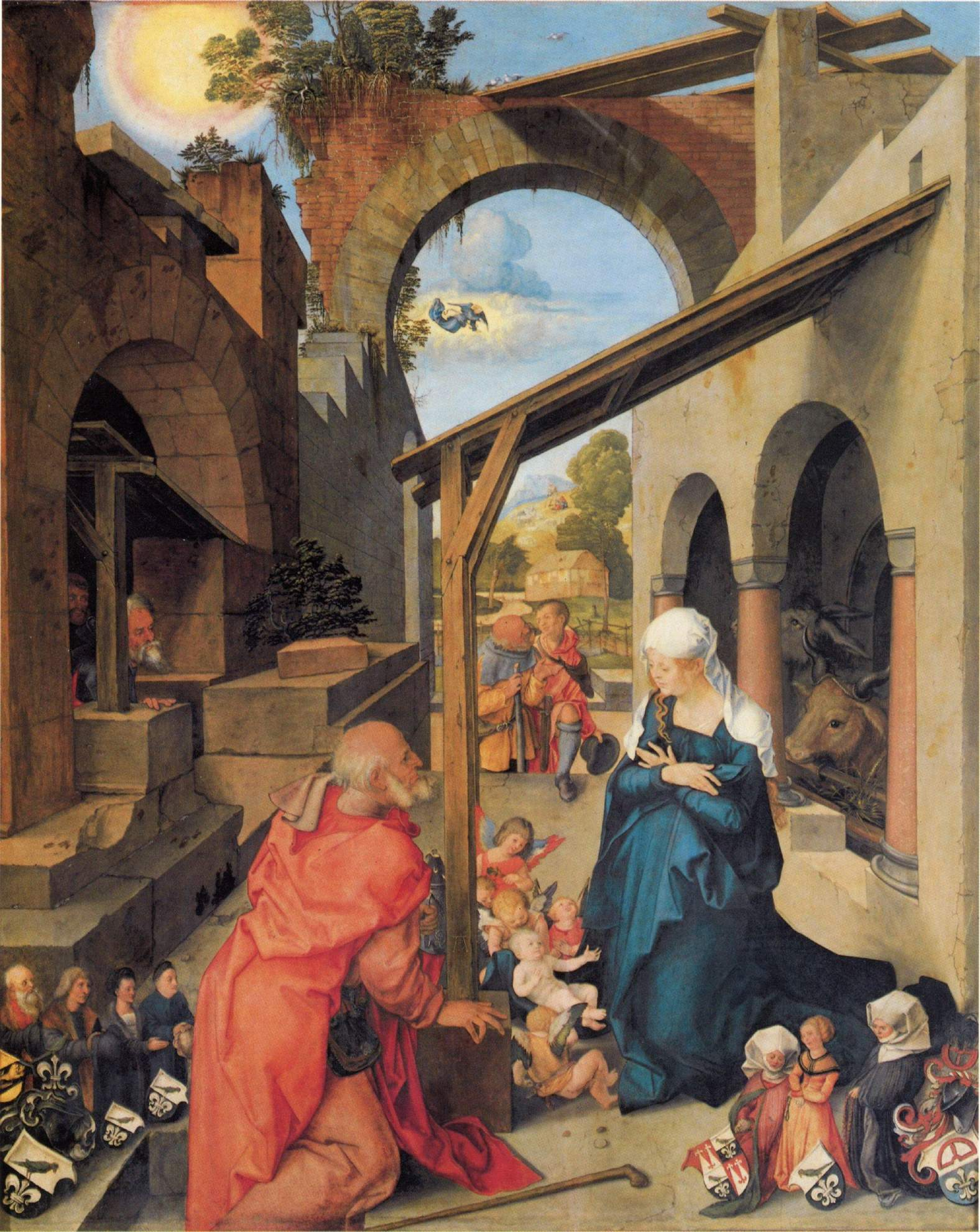
Центральна панель, «Різдво»

Вівтар являє собою триптих, центральна панель якого зображає сюжет Різдва, а дві бічні стулки — святих Євстахія (права) і Георгія (ліва), яким надані риси замовників, братів Паумгартнерів.
У закритому вигляді зовнішні стулки вівтаря мали вигляд сцени Благовіщення, обрамленої фігурами святих Катерини та Варвари (майстерня Дюрера). З «Благовіщення» збереглася тільки фігура діви Марії.

### Центральна панель
Темою центральної панелі є Різдво. Сцена розгортається на тлі архітектурних руїн.
Як показав стилістичний аналіз, центральна панель намальована трохи пізніше, ніж бічні стулки, ймовірно, у 1502 році або невдовзі після цього. Центральні фігури композиції — Мадонна, Йосип і крихітне тіло немовляти, оточене янголами. З вікон за спиною Діви Марії визирають бик і осел, навпроти них з вікон визирають пастухи. На наступному плані — два пастухи, одяг яких виконаний в контрастних кольорах щодо вбрання Марії та Йосипа. На горизонті видніється пагорб, на якому зображені пастухи, які отримали звістку про народження Ісуса. З небес у золотому сяйві спускається янгол. Традиційно Різдво зображується в нічний час доби, тут присутня яскрава ілюмінація.
Невеликі фігури по кутах — сім інших членів патриціанської родини Паумгартнерів, з гербовими щитами біля ніг. Вони були записані у XVII ст., коли портрети донорів вийшли з моди, і відкриті заново тільки у 1903 році. Ліворуч позаду Йосипа — члени родини чоловічої статі: Мартін Паумгартнер зі своїми синами Лукасом і Стефаном, і бородатим чоловіком, який може бути Гансом Шонбахом, другим чоловіком Барбари Паумгартнер. Праворуч зображена Барбара Паумгартнер, уроджена Фолькамер, зі своїми дочками Марією і Барбарою.

### Постаті святих

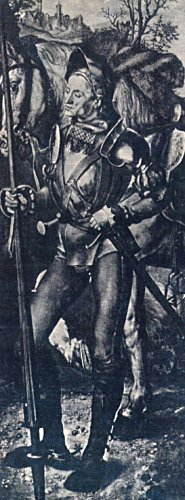
Права стулка із записами, виконаними Фішером.

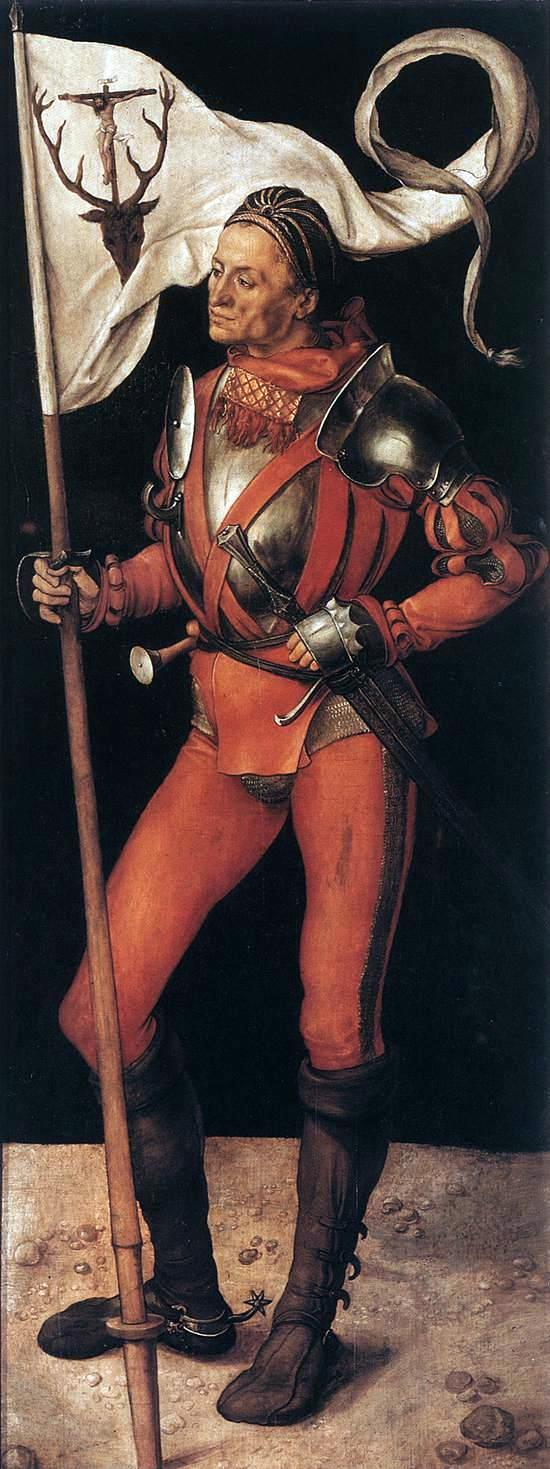
Права стулка, сучасний вигляд.

На лівій стулці зображений Георгій Змієборець з драконом біля ніг, на правій — святий Євстахій зі штандартом, на якому зображений олень. На святих одяг лицарів-сучасників художника. Манускрипт XVII ст. відзначає, що дві ці дошки були написані в 1498 році, і моделями для святих були брати Паумгартнер: Стефан для св. Георгія і Лукас для св. Євстахія. Це найбільш раннє задокументоване надання рисам небожителя схожості з особою донатора.

### Записи та пошкодження
Придбавши триптих в 1614 році, баварський курфюрст Максиміліан I передав його на реставрацію та підновлення художнику Йоганну Георгу Фішеру. Той не обмежився простою реставрацією, а модернізував «старомодну» картину. Наприклад, святі на обох стулках були зображені Дюрером на простому чорному тлі. Фішер перетворив його на пейзажний фон, додав святому Євстахію фігуру живого оленя і перетворив шапку в шолом. Про виконані записи забули і їх приналежність руці Дюрера не викликала сумнівів, оскільки Фішер використовував мотиви, запозичені з інших творів Дюрера. Про ліквідацію зменшених фігур донаторів з центральної панелі вже говорилося вище. Реставрація і відкриття первісного вигляду триптиха були зроблені лише в 1903 році.
У 1988 році картина була серйозно пошкоджена 51-річним бездомним, який облив кислотою її, а також «Оплакування Христа» і «Сім скорбот Марії». Реставрація завершилася в 1998 році.